# Universidad Carlos III de Madrid
La Universidad Carlos III de Madrid (UC3M) es una universidad pública con sede en Getafe, Comunidad de Madrid (España). Fue fundada por Gregorio Peces-Barba el 5 de mayo de 1989, en el marco de la Ley de Reforma Universitaria de 1983. La UC3M ofrece estudios universitarios de grado y postgrado en Ciencias Sociales y Jurídicas; Humanidades, Comunicación y Documentación; e Ingenierías, así como un grado en Ciencias. Ocupa el puesto 35 a nivel mundial y es la decimosegunda en Europa en el ranking QS de las 50 mejores universidades del mundo con menos de 50 años y está incluida en la clasificación académica de universidades del THE. La UC3M también destaca por la alta empleabilidad de las personas tituladas que alcanza el 90,6%.

## Campus

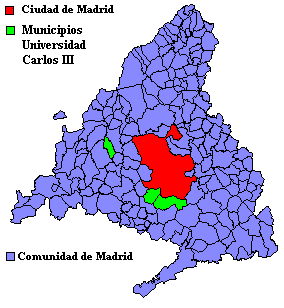
Municipios en los que la Universidad Carlos III tiene campus.

La Universidad cuenta con cuatro campus organizados en los siguientes centros de estudios:

### Campus de Getafe
Situado en la localidad madrileña de Getafe, al sur de Madrid. Alberga la Facultad de Ciencias Sociales y Jurídicas, y la Facultad de Humanidades, Comunicación y Documentación. También cuenta con bibliotecas, aulas informáticas, aulas multimedia, salas audiovisuales, platós, sala de juicios, aulas de idiomas, la Escuela Internacional Carlos III, un centro deportivo con piscina cubierta y spa y residencias de estudiantes. Este campus alberga también la Fundación Universidad Carlos III.

### Campus de Leganés

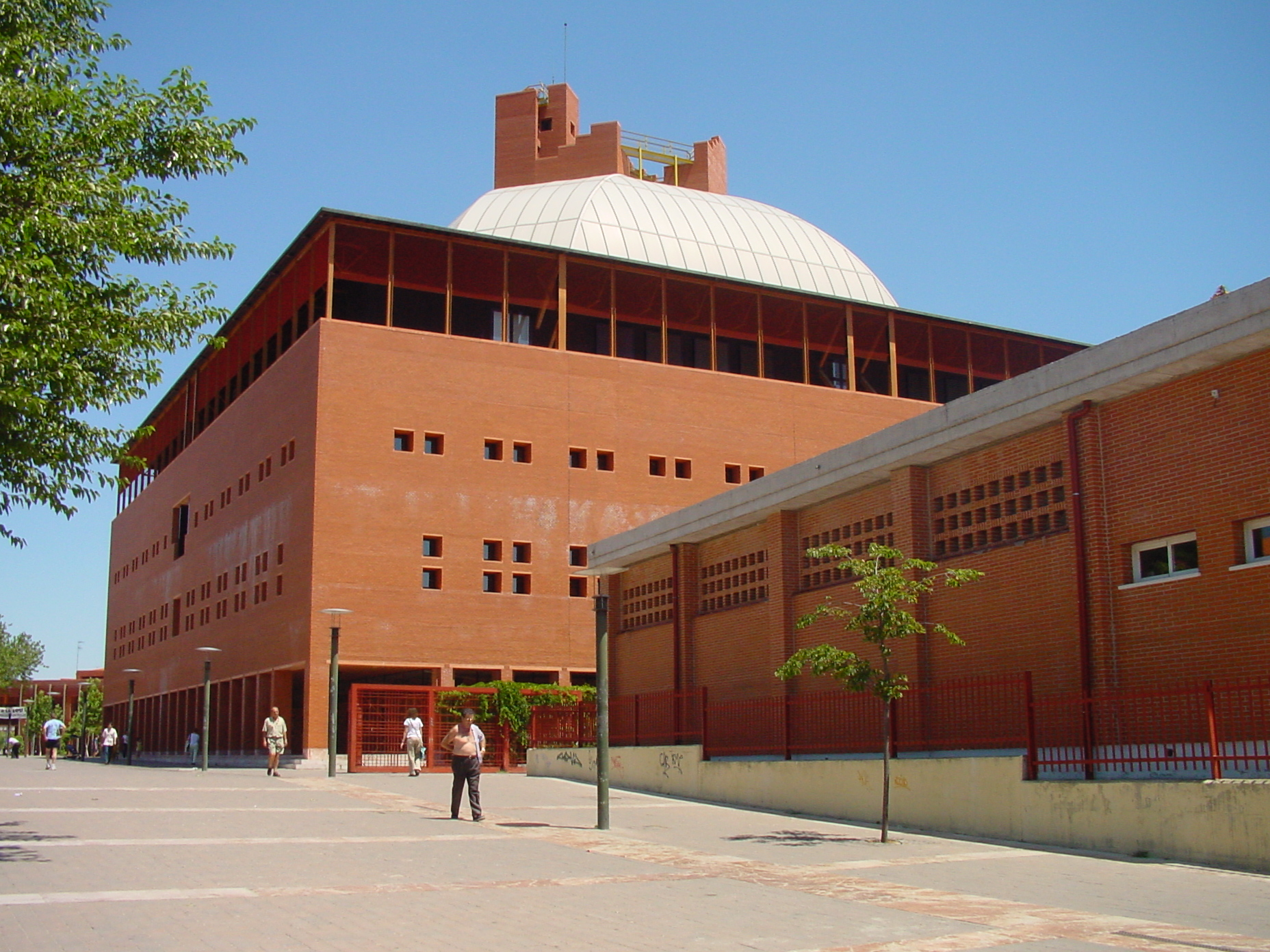
Biblioteca Rey Pastor, en el Campus de Leganés de la Universidad Carlos III.

Está situado en el municipio madrileño de Leganés, al sur de Madrid. Alberga la Escuela Politécnica Superior. Tiene laboratorios para clases experimentales (informática, eléctrica, bioingeniería, aeroespacial, mecánica, robótica, etc.), biblioteca, aulas informáticas, aulas multimedia, aulas de idiomas, centro deportivo con piscina cubierta, residencia de estudiantes y auditorio con capacidad para 1000 personas.

### Campus de Colmenarejo

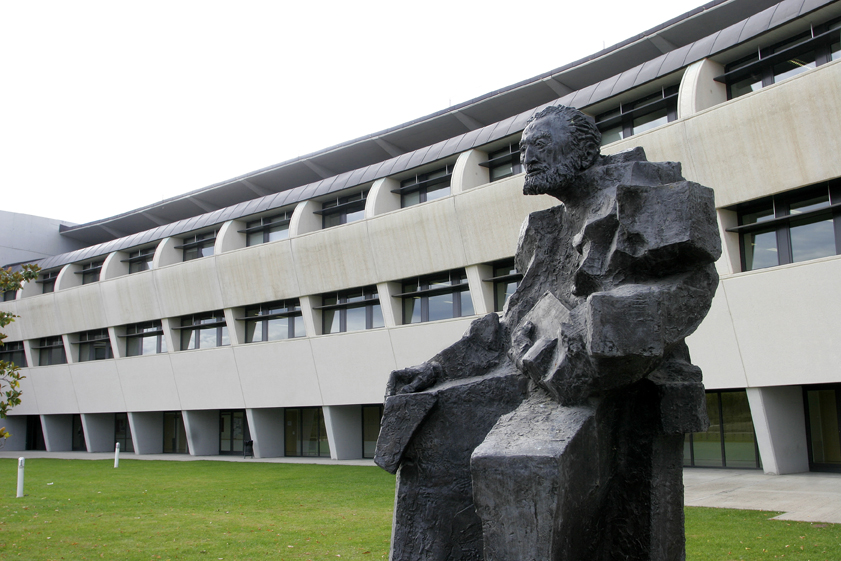
Imagen exterior del Campus de Colmenarejo.

Se encuentra en la localidad madrileña de Colmenarejo, en el noroeste de Madrid. En este campus se imparten titulaciones de varias facultades. En sus instalaciones alberga una biblioteca, aulas informáticas, aulas de idiomas y sala multimedia.

### Campus Madrid-Puerta de Toledo
Está ubicado en el centro de la ciudad de Madrid. En él se imparten estudios de postgrado (másteres oficiales y títulos propios). Sede de algunas de las actividades culturales y artísticas de la UC3M. Cuenta con una biblioteca, aulas informáticas, aulas multimedia y espacio polivalente.

## Oferta académica

### Estudios de Grado
La UC3M ofrece estudios de grado en Economía y Empresa, Ingeniería, Ciencias, Derecho, Comunicación, Ciencias Sociales y Humanidades. Cuenta con una de las mayores ofertas de estudios bilingües de las universidades españolas, pues el 71% de sus titulaciones se pueden cursar en inglés o en opción bilingüe. El 51% de las personas tituladas en la UC3M ha participado en programas internacionales de movilidad. 
Tres grados de la UC3M cuentan con la acreditación internacional AACSB, un sello distintivo de la excelencia en la educación empresarial que ha sido obtenido por menos del cinco por ciento de los programas de dirección de empresas del mundo. Actualmente casi todas sus titulaciones en ingeniería cuentan con el sello EUR-ACE, la acreditación internacional de ingeniería más prestigiosa de Europa. 
Los estudiantes pueden realizar prácticas a través de los convenios de colaboración que la Universidad tiene suscritos con empresas e instituciones. También pueden acceder a un amplio programa de actividades culturales y deportivas. La Universidad dispone de tres residencias de estudiantes de gran calidad (2 en Getafe y 1 en Leganés).

### Estudios de Postgrado
La UC3M ofrece 145 programas de máster y 20 cursos de doctorado en las diversas áreas de investigación que se desarrollan en la Universidad. Más del 40% de los programs de máster se imparten en inglés.
Los estudios de máster se estructuran en cuatro Escuelas que engloban las ramas de Derecho; Empresa y Economía; Humanidades, Comunicación y Ciencias Sociales; e Ingeniería y Ciencias Básicas. La mayor parte de los másteres de la UC3M se imparten en el Campus Madrid-Puerta de Toledo, en una de las zonas más céntricas y turísticas de la ciudad de Madrid.
Un 30% de los estudiantes de máster proceden de otros países atraídos por la posibilidad de estudiar en inglés en Madrid, en un campus internacional. En el caso de los estudios de doctorado el porcentaje de estudiantes internacionales asciende al 45%.

## Presencia en los rankings
Destaca por su presencia en los rankings nacionales e internacionales. Ocupa el puesto 35 del mundo en el ranking QS de las 50 mejores universidades del mundo con menos de 50 años y está incluida en el THE World University Rankings. Asimismo, es la única universidad pública española entre las mejores escuelas de negocio europeas, según el ranking de Financial Times. También figura entre las 5 mejores universidades españolas según en Ranking CYD de la Fundación Conocimiento y Desarrollo.

## Empleabilidad
La Universidad tiene convenios con más de 3.000 empresas e instituciones para que los estudiantes realicen las prácticas del grado.
Según el último Estudio de Inserción Profesional de los titulados en la UC3M (Promoción 2019), la tasa de empleo de las personas tituladas en la UC3M alcanza el 90,6% y el 97,1% de los titulados recomienda estudiar en la UC3M.